# چشم‌انداز گویلین

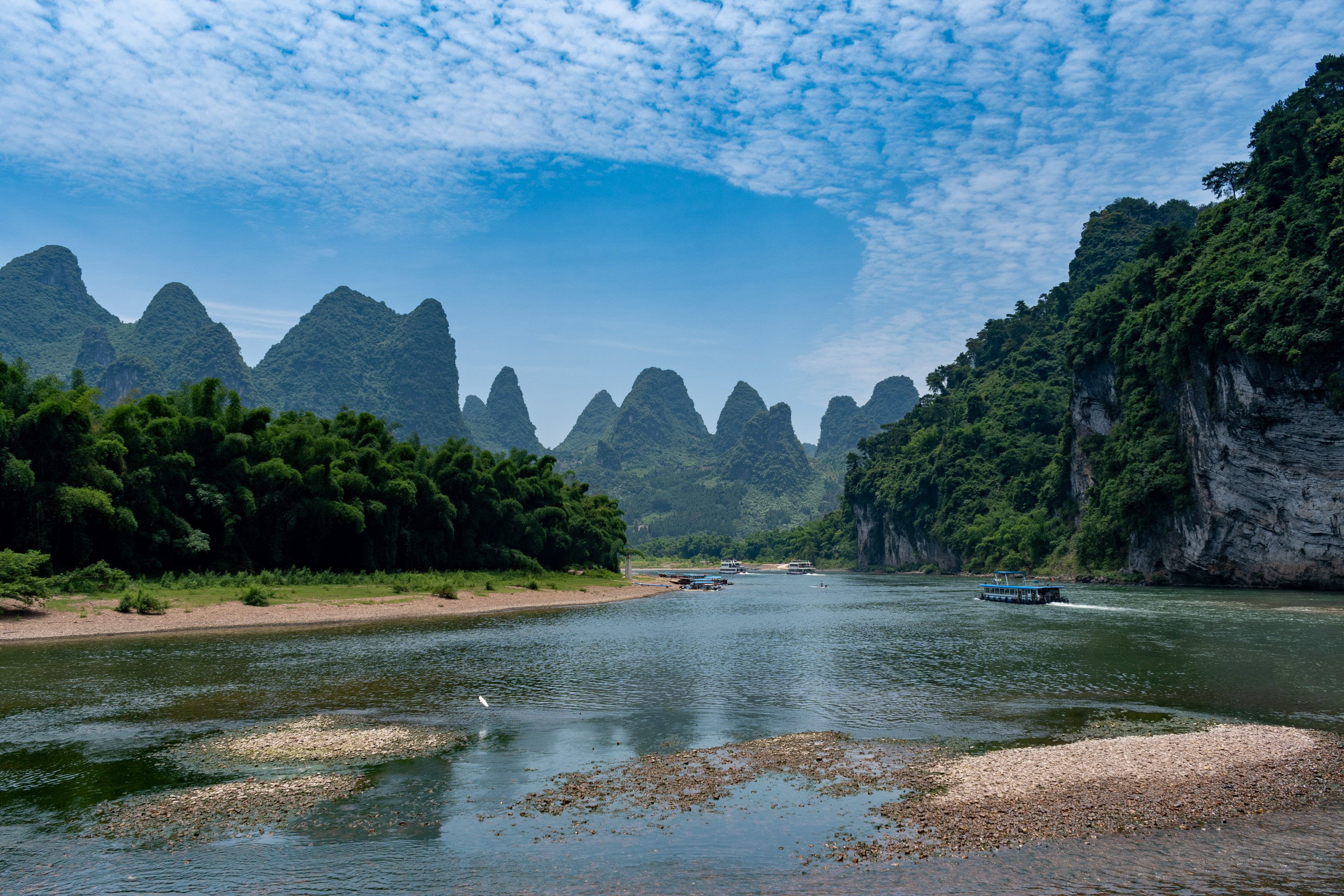
نماد مناظر گویلین: رود لی.

چشم‌انداز گویلین (انگلیسی: Guilin Scenic Area) صطلاحی کلی برای منابع گردشگری در گویلین است که شامل جاذبه‌های متعدد می‌شود. چشم‌انداز گویلین مدت‌هاست که به دلیل «تپه‌های سرسبز، آب‌های زلال، غارهای شگفت‌انگیز و کوه‌های زیبا» شهرت دارد.
مناظر طبیعی این منطقه شامل کوه‌ها، رودخانه‌ها، غارهای کارست، بنای تاریخی و سنگ‌نگاره است. در ۲۴ ژوئن ۲۰۱۴، گویلین به همراه شهرستان شیبینگ در گوئیژو، کوه جینفو در چونگ‌چینگ و شهرستان خودمختار هوانجیانگ مائونان در گوانگشی در فهرست میراث جهانی به عنوان بخشی از کارست جنوب چین در سی و هشتمین کنفرانس میراث جهانی ثبت شد.

## کوه‌ها

کوه‌ها و آب‌های گویلین.

توپوگرافی گویلین با سازندهای کارست سنگ آهک مشخص می‌شود. کوه‌های این منطقه عمدتاً از سنگ سبز تشکیل شده و با همیشه‌سبز پوشش گیاهی پوشیده شده‌اند. این کوه‌ها به دلیل اشکال متمایز و غیرمعمول خود شناخته می‌شوند که بخش مهمی از میراث طبیعی منطقه را تشکیل می‌دهند.
از جاذبه‌های مهم کوهستانی گویلین می‌توان به تپه خرطوم فیل، تپه فوبو، تپه دیه‌سای و تپه نه اسب اشاره کرد.

## غارها
غارهای گویلین از نوع غار حلال‌پوشی‌شده هستند و با مسیرهای پیچ‌درپیچ و وجود رودخانه زیرزمینی که برخی از آن‌ها را به هم متصل می‌کند، شناخته می‌شوند. درون این غارها با چکنده‌سنگ‌ها و چکیده‌سنگ‌ها شکل گرفته است.
غارهای کارستی برجسته در گویلین شامل غار فلوت نی در پارک فلوت نی، غار هفت‌ستاره در منطقه دیدنی هفت‌ستاره، غار گوان در حومه شهر و غار فنگیو در لیپو است.

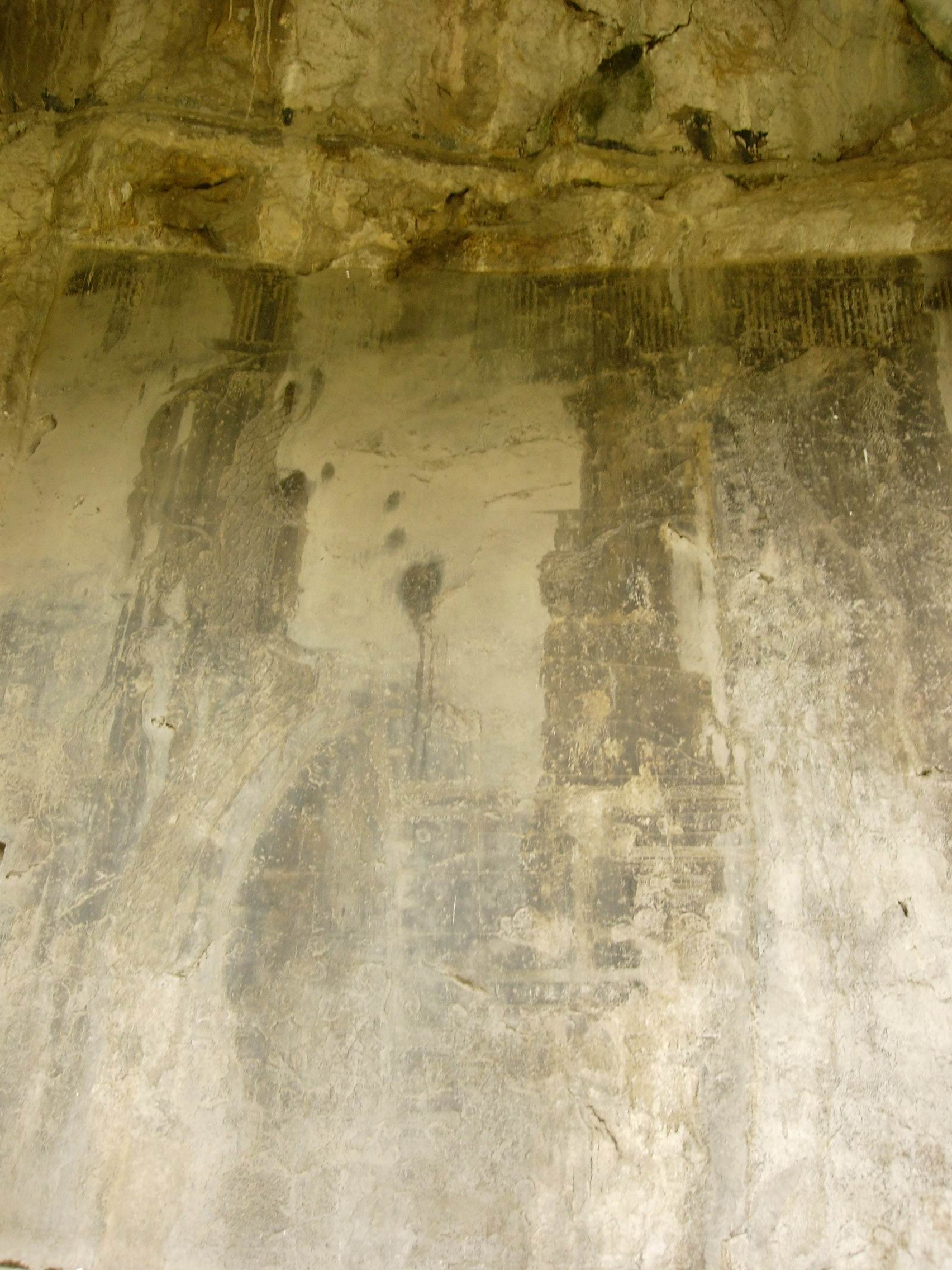
نقشه قدیمی شهر جینگجیانگ.

### سنگ‌نگاره‌ها
سنگ‌نگاره‌های گویلین که به‌طور کلی با عنوان سنگ‌نگاره‌های گویلین شناخته می‌شوند، در نقاط مختلف کوه‌های این شهر پراکنده‌اند. این آثار شامل حکاکی‌های سنگی و مجسمه‌های سنگی هستند که دسته اول در سراسر مناطق کوهستانی شهر دیده می‌شود، در حالی که دومی عمدتاً در تپه فوبو متمرکز است.
بیشتر سنگ‌نگاره‌های گویلین متعلق به دوران دودمان تانگ و دودمان سونگ هستند و نمونه‌هایی از دوره‌های دودمان چینگ و جمهوری‌خواهی نیز در آن‌ها دیده می‌شود. این آثار دارای محتوای متنوعی از جمله سفرنامه‌ها، سوابق تاریخی و اعلامیه‌های رسمی هستند.
در کوه طوطی که در شمال Guilin قرار دارد، سنگ‌نگاره‌ای از دوره سونگ با نام "نقشه شهر جینگجیانگ" وجود دارد که یکی از قدیمی‌ترین نقشه‌های شهری چین محسوب می‌شود.
در غار مروارید واقع در تپه فوبو، «تصویر شخصی می فو» قرار دارد.

## آب‌ها
اکثر منابع آبی گویلین مطابق با استانداردهای کیفیت آب درجه دوم ملی هستند و با شفافیت و زلالی مشخص می‌شوند. مهم‌ترین جاذبه‌های آبی گویلین شامل رود لی و دو رود و چهار دریاچه هستند.

### رود لی

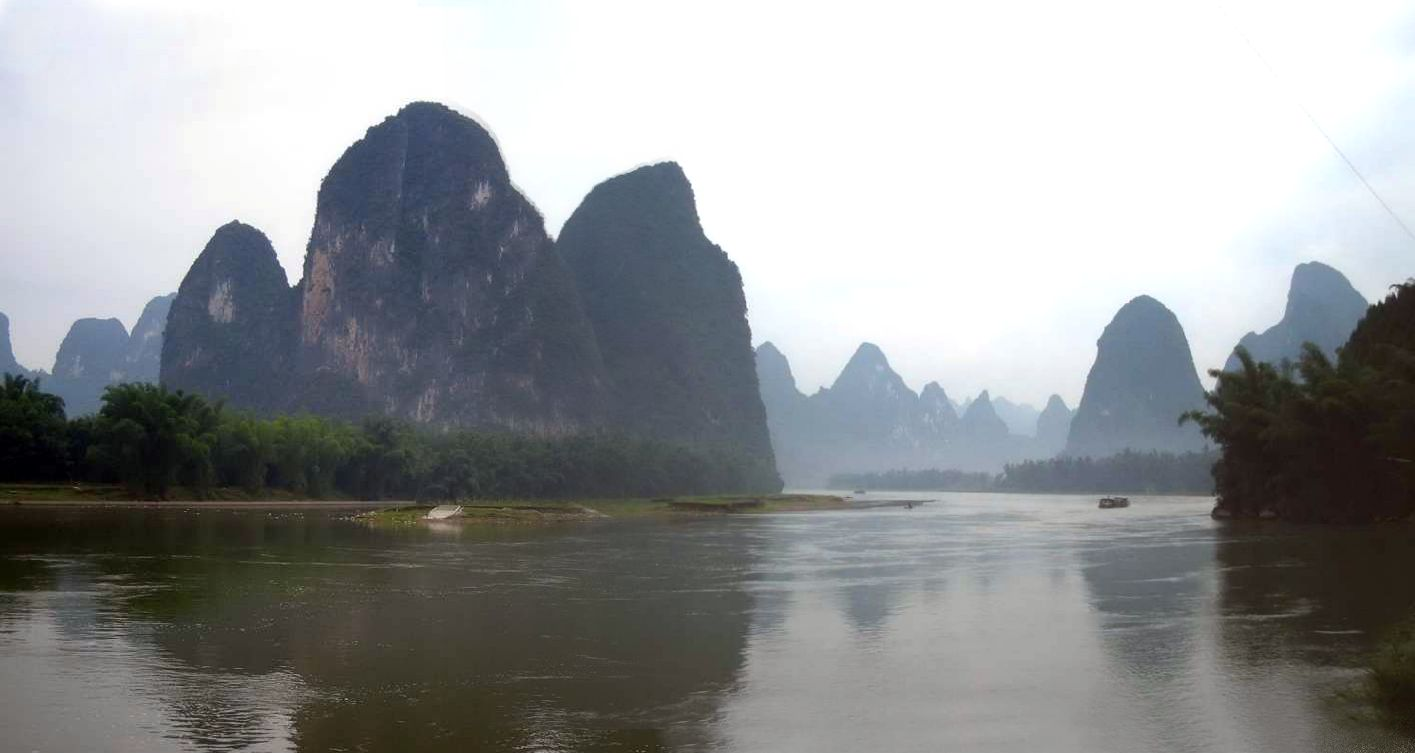
منظره واقعی اسکله شینگ‌پینگ در رود لی در شهرستان یانگشوو.

رود لی از کوهستان مائوئر در شهرستان زییوان، گویلین سرچشمه می‌گیرد. این رود بخشی از سیستم رود مروارید (چین) است و به سمت جنوب از شهرستان‌ها و شهرهایی مانند گویلین و شهرستان یانگشوو عبور می‌کند. پس از عبور از لیپو، نام آن به رود گویی تغییر می‌یابد و مسیر خود را به سمت جنوب ادامه داده و در ووژوو به رود شی می‌پیوندد. طول کلی آن ۴۲۶ کیلومتر است.
تصویری که در پشت اسکناس ۲۰ یوانی سری پنجم رنمینبی منتشر شده توسط بانک خلق چین دیده می‌شود، نمایی از رود لی در گویلین است که در Xingping Town، شهرستان یانگشوو واقع شده است.
رود لی و رود شیانگ از طریق کانال لینگ‌چو که در دوران دودمان چین حفاری شده بود، به یکدیگر متصل می‌شوند.

### دو رود و چهار دریاچه

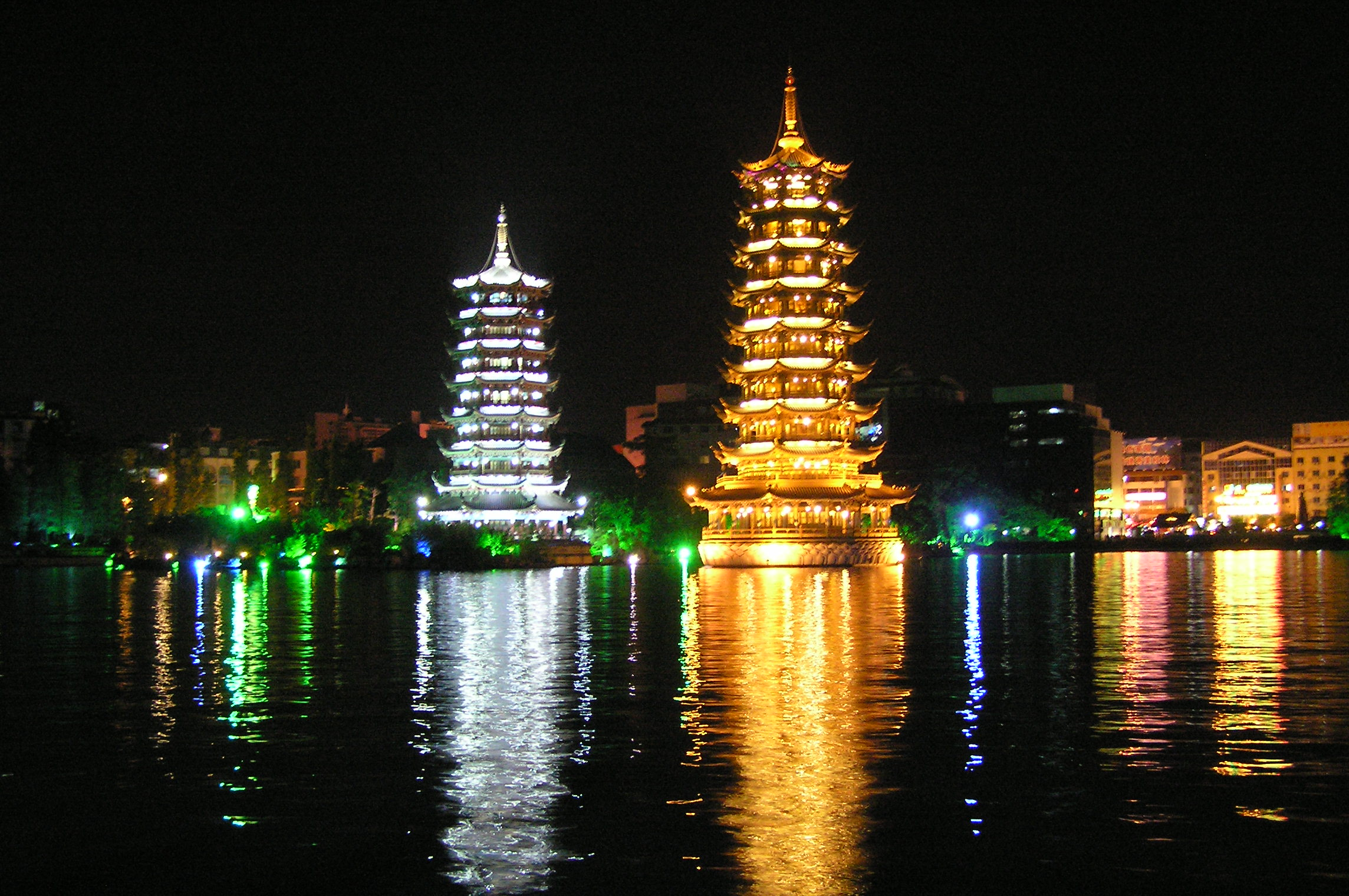
نمای شبانه دریاچه شان.

Two Rivers and Four Lakes به رود لی، رود تائوهوا، دریاچه رونگ، دریاچه شان، دریاچه گویی و دریاچه مولونگ اشاره دارد که با هم سیستم آبی شهری گویلین را تشکیل می‌دهند و امروزه به عنوان جاذبه‌های گردشگری شناخته می‌شوند. این رودها و دریاچه‌ها در گذشته به یکدیگر متصل نبودند و برخی مانند دریاچه گویی به شدت دچار رسوب‌گذاری شده بودند. پس از بیش از یک دهه نوسازی، از جمله ساخت سدهای طبیعی و محوطه‌سازی در مقیاس بزرگ، سیستم متصل آبی شهری موسوم به «دو رود و چهار دریاچه» در سال ۲۰۰۱ تکمیل شد.

## فرهنگ

### پارک مجسمه‌سازی یوزی پارادایس
«یوزی پارادایس» یک پارک فرهنگی مدرن در گویلین است. این مرکز هنری توسط تاجر تایوانی، «کائو ریزانگ» تأسیس شد. از سال ۱۹۹۷، این پارک میزبان هشت دوره فعالیت‌های خلاقانه بین‌المللی بوده است که در طی آن بیش از ۱۵۰ مجسمه توسط هنرمندانی از بیش از ۲۰ کشور و منطقه ساخته شده‌اند. هدف نهایی یوزی پارادایس «ایجاد غاری تاریخی مشابه دون‌هوانگ که منعکس‌کننده زندگی انسان معاصر باشد» است.